# Velinpapier
Velinpapier, kurz Velin, ist ein gleichmäßig strukturiertes und glattes, dem Pergament optisch ähnliches Papier.

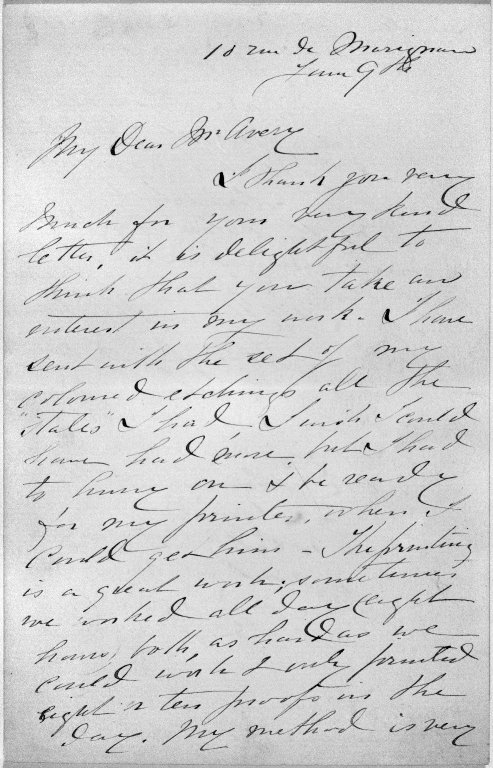
Handgeschriebener Brief von Mary Cassatt auf Velinpapier

## Eigenschaften und Begriffsherkunft
Die Glätte wurde durch Verwendung besonders feinmaschiger Kupferdraht-Siebeinsätze, das Égoutteursieb, beim Schöpfen erzielt. Die Rippung des Schöpfsiebs ist anders als bei Büttenpapier nicht sichtbar.
Der Begriff ist von Vellum, einer hochwertigen Pergamentart, abgeleitet. Das Velinpapier galt zu jener Zeit als Besonderheit, als die handgefertigten Papierbögen durch das Handschöpfsieb zwingend eine Struktur mit den charakteristischen Rippen und Stegen aufwiesen. Es wurde in seiner frühen Phase wie die anderen Papiere aus den üblichen Haderrohstoffen hergestellt.

## Geschichte
Als erster verwendete der englische Buchdrucker John Baskerville im Jahr 1757 Velinpapier für den Druck einer Sammelausgabe von Vergils Bucolica, Georgica und Aenneis.
Früher wurde Velinpapier besonders für Federzeichnungen geschätzt, da es stark geleimt und dadurch hart ist. Aufgrund derselben Eigenschaften eignet es sich dagegen nicht für Tiefdruckverfahren wie Radierungen und Stiche. Im 21. Jahrhundert gilt es als hochwertiges Papier für Drucker und Plotter.

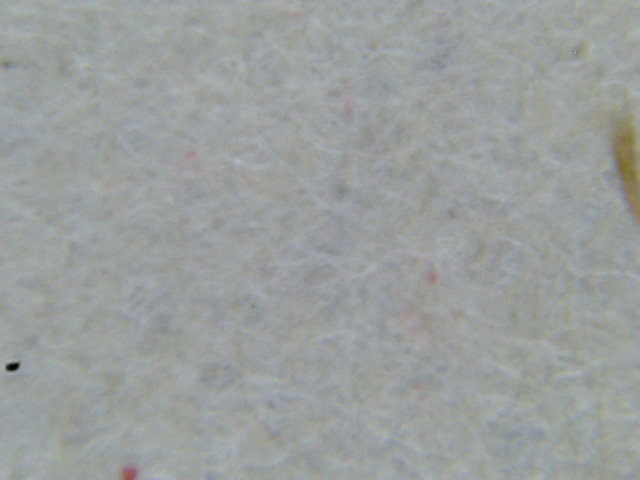
Velinpapier der US-amerikanischen 2-cent-Briefmarke (1890 - 93) (vergrößert)

In Deutschland wurde das erste Velinpapier 1783 von dem Papiermacher Georg Christoph Keferstein in seiner Papiermühle in Kröllwitz (bei Halle) hergestellt. Zu Beginn des 19. Jahrhunderts erzeugten immer mehr Firmen dieses Spezialpapier, beispielsweise warb im Jahr 1824 das Berliner Unternehmen von Carl Martin Jonas mit Sitz am Molkenmarkt für dieses und viele andere Papiersorten. Im Jahr 1858 wurde zum Beispiel in München ein Druckerzeugnis „Feierlicher Empfang des Herrn Erzbischof im Markt Velden“ für zwei Kreuzer angeboten, auf Velinpapier jedoch für 18 Kreuzer.